# Simuny (gromada)
Simuny – dawna gromada, czyli najmniejsza jednostka podziału terytorialnego Polskiej Rzeczypospolitej Ludowej w latach 1954–1972.
Gromady, z gromadzkimi radami narodowymi (GRN) jako organami władzy najniższego stopnia na wsi, funkcjonowały od reformy reorganizującej administrację wiejską przeprowadzonej jesienią 1954 do momentu ich zniesienia z dniem 1 stycznia 1973, tym samym wypierając organizację gminną w latach 1954–1972.
Gromadę Simuny z siedzibą GRN w Simunach utworzono – jako jedną z 8759 gromad – w powiecie białostockim w woj. białostockim, na mocy uchwały nr 11/V WRN w Białymstoku z dnia 4 października 1954. W skład jednostki weszły obszary dotychczasowych gromad Simuny, Baranki i Rostołty ze zniesionej gminy Zawyki oraz obszar dotychczasowej gromady Hołówki Stare ze zniesionej gminy Juchnowiec w tymże powiecie. Dla gromady ustalono 11 członków gromadzkiej rady narodowej.
31 grudnia 1959 gromadę Simuny zniesiono, włączając ją do gromad Bogdanki (wsie Rostołty i Baranki) i Juchnowiec Dolny (wsie Hołówki Stare (Hołówki Duże) i Simuny).